# Parastacidae

Verbreitung der Parastacidae

Die Parastacidae sind eine Familie der Zehnfußkrebse und einzige Familie der Überfamilie der Parastacoidea. Sie umfasst alle auf der Südhalbkugel im Süßwasser lebenden Großkrebse. Die der Nordhalbkugel werden in der Überfamilie der Flusskrebse (Astacoidea) zusammengefasst.

## Merkmale
Wie alle Großkrebse besitzen die Parastacidae einen mehr oder weniger zylindrischen Carapax, der vorne in einem gut entwickelten, dorsoventral abgeflachten Rostrum endet. Das Pleon ist stets langgestreckt und symmetrisch. Der von Telson und Uropoden gebildete Schwanzfächer ist relativ groß. Die ersten drei Schreitbeinpaare tragen Scheren, wobei die am ersten Paar stark vergrößert sind.
Das Sternum des letzten Brustsegments ist nach vorne hin nicht mit dem des vorletzten Brustsegments verschmolzen. Das Telson ist höchstens unvollständig von einer Quernaht geteilt. Bei beiden Geschlechtern fehlt das erste Paar der Schwimmbeine.

## Verbreitung
Die Gattungen der Parastacidae sind in Chile, Uruguay, im südlichen Brasilien, auf Madagascar, Neuguinea, Neuseeland und in Australien verbreitet, wobei über 85 % der Arten in Australien vorkommen.

## Systematik
Die Parastacidae sind die Schwestergruppe der Flusskrebse und bilden mit jenen eine monophyletische Gruppe innerhalb der Großkrebse. Die Trennung von den auf der Nordhalbkugel beheimateten Flusskrebsen erfolgte wohl mit dem Zerbrechen von Pangäa vor etwa 185 Millionen Jahren.
Die Familie der Parastacidae besteht aus 18 Gattungen (davon drei ausschließlich fossil nachgewiesene) mit insgesamt 192 rezent bekannten Arten (Stand: 2017):
- Astacoides Guérin-Méneville, 1839. Sieben Arten, Endemiten der Insel Madagaskar.
- Astacopsis Huxley, 1879. Drei Arten. Endemiten der Insel Tasmanien. 
  - Astacopsis gouldi
- Cherax Erichson, 1846. 52 Arten. Australien und Neuguinea.
  - Zebrakrebs (Cherax peknyi)
  - Cherax destructor
  - Cherax quadricarinatus
  - Cherax tenuimanus Smith, 1912
  - Cherax wagenknechtae
- Engaeus Erichson, 1846. 35 Arten. Ostaustralien und Tasmanien.
  - Engaeus lengana
- Engaewa Riek, 1967. Fünf Arten. Endemiten der Warren-Bioregion, Südost-Australien.
- Euastacus E. M. Clark, 1936. 53 Arten. Südost-Australien.
  - Euastacus spinifer
- Geocharax E. M. Clark, 1936. Zwei Arten. Endemiten in Victoria (Australien) und Tasmanien.
- Gramastacus Riek, 1972. Zwei Arten. Endemiten in Victoria und New South Wales, Australien.
- Ombrastacoides Hansen & Richardson, 2006. Elf Arten. Endemiten Tasmaniens.
- Paranephrops White, 1842. Zwei Arten. Neuseeland (Nord- und Südinsel), plus eine nur fossil nachgewiesene.
- Parastacus Huxley, 1879. Elf Arten. Südamerika (Brasilien, Uruguay, Nordost-Argentinien und Chile).
- Samastacus Riek, 1971. Einzige Art Samastacus spinifrons. Endemit Chiles.
- Spinastacoides Hansen & Richardson, 2006. Drei Arten. Endemiten Tasmaniens.
- Tenuibranchiurus Riek, 1951 Einzige Art Tenuibranchiurus glypticus. Südostküste Australiens (Queensland und New South Wales).
- Virilastacus Hobbs, 1991. Vier Arten. Chile.

Fossile Gattungen sind:
- † Aenigmastacus Feldmann, Schweitzer & Leahy, 2011
- † Lammuastacus Aguirre-Urreta, 1992
- † Palaeoechinastacus A. J. Martin, Rich, Poore, Schultz, Austin, Kool & Vickers-Rich, 2008